# Johann Hollemann
Johann Hollemann († 27. Juni 1366 in Bremen) war ein Bremer Bürger und Sohn des Ratsherrn Hinrich Hollemann († 1353). Darüber hinaus agierte er von 1350 bis zu seinem Tod als Pirat. 1366 führte er einen Aufstand gegen den Bremer Rat, den Bannerlauf.

## Leben
Hollemann gehörte einer ratsfähigen Familie an. Seit 1330 musste ein ratsfähiger Mann frei und ehelich geboren und mindestens 24 Jahre alt sein. Darüber hinaus musste er Grundstücke im Wert von 32 Mark Silber besitzen. Seine Mutter hieß Adelheid, sein Vater war der Ratsherr Hinrich Hollemann, der allerdings schon 1353 starb. Johann hatte drei Brüder, wie aus einer Urkunde hervorgeht.

### Piraterie (ab 1350)
Der Ratsherrnsohn Johann Hollemann soll in Hamburg, ohne dass die Gründe bekannt wären, daran gehindert worden sein, sein voll beladenes Schiff zu löschen. Möglicherweise steht dies mit dem Handelsboykott gegen holländische Waren in Zusammenhang, oder aber es ist auf die ungeklärte Zollpflicht der Bremer im Hamburger Hafen zurückzuführen. In jedem Falle gab Hamburg auch den Bitten Hollemanns nicht nach.
Dieser brachte daraufhin ab 1350 in den Mündungsbereichen von Elbe und Weser Hamburger Schiffe auf. Bald beschwerten sich die Hamburger brieflich in Bremen über Raub und Entführungen, forderten die Rückgabe des Raubguts und eine harte Bestrafung der Täter. Der Bremer Rat distanzierte sich formal, nannte Hollemann immerhin nunmehr einen „ehemaligen“ Bürger. Hollemann reagierte, indem er nun auch Bremer Schiffe kaperte. Dabei machte er mit den Rüstringer Piraten gemeinsame Sache. Zu seinem wichtigsten Standort wurde Ritterhude. Seine Schiffe waren zum Kapern mit einem Bug- und einem Achterkastell ausgestattet. Von dort aus erfolgte der Beschuss der Kauffahrer mit Bogen und Armbrust, dann kamen Enterhaken zum Einsatz.
Bremen ging nicht konsequent gegen die eigenen Piraten vor, und so versuchte Hamburg auf einem Lübecker Hansetag im Sommer 1358 Bremen aus der Hanse weiterhin fernzuhalten. Auf dem Weg nach Lübeck und in Hamburg mussten sich die Unterhändler Hinricke Doneldeye und Bernde van Dettenhusen schwere Vorwürfe über „Johanne Hollemanne, vnssem borgere“ anhören. Um wieder in die Hanse aufgenommen zu werden, musste Bremen den Flandern-Boykott unterstützen und Hamburg bei der Bekämpfung der Seeräuber auf der Elbe beistehen. Zur Sicherung des Flusses musste es 100 Bewaffnete stellen. Die beiden Unterhändler unterzeichneten einen Vertrag, der vom Rat in Bremen ratifiziert wurde. Dieser Rat bezeichnete die Unterhändler als „nostri consulatus socios, ad hoc per nos specialiter missos“ und zugleich als ‚ehrenhaft‘ und ‚diskret‘. Kaiser Karl IV. verlieh Hamburg das Recht, Piraten zu Lande und zu Wasser zu verfolgen, und zwar ohne Rücksicht auf landesherrliche Gerichtsrechte.
Bremen musste sich außerdem damit einverstanden erklären, ein Schiff mit 50 Bewaffneten zu stellen, um den Sund zu sichern, falls Lübeck, Wismar, Rostock und Stralsund dies wünschten. Ausdrücklich wurde die Stadt verpflichtet, Boykotte der Hanse nicht zu unterlaufen und alles zu tun, dass dies auch keiner der Bremer Kaufleute tat. Ihre außerhalb der Hanse erworbenen Vorrechte in England, Norwegen und Flandern durfte die Stadt nur noch in Anspruch nehmen, wenn den Hansestädten dadurch kein Nachteil entstand.
Das Beutegut wurde von Ritterhude in die mitten in Bremen gelegene Hollemannsburg verbracht, ein Steinhaus der Bürgerfamilie Hollemann in der Langenstraße 98/99. Der genaue Standort an der Schlachte konnte durch Sichtung von Lassungsbüchern und Testamenten an der Letzten Schlachtpforte nachgewiesen werden. Als 2004 anlässlich eines Hotelneubaus Ausgrabungen erfolgten, wurde eine Hausecke freigelegt. Dabei handelte es sich um einen von mehreren steinwerkartigen Türmen, die nebeneinander unmittelbar am befestigten Weserufer standen. Dieses Ufer war mit Holzpfählen befestigt. Ein schmaler Gang trennte das Haus von den benachbarten Händlerhäusern, dabei war es etwas zurückgesetzt. Die Burg war, wie Parzellengröße und Verkaufsurkunden nahelegen, größer als die sonst üblichen Bauwerke. Geborgen wurde ein Schreibgriffel, eine tönerne Reise- oder Pilgertasche sowie ein smaragdbesetzter, goldener Fingerring.

### Verbindung zu innerstädtischen Unruhen, Bannerlauf, Ermordung (1366)

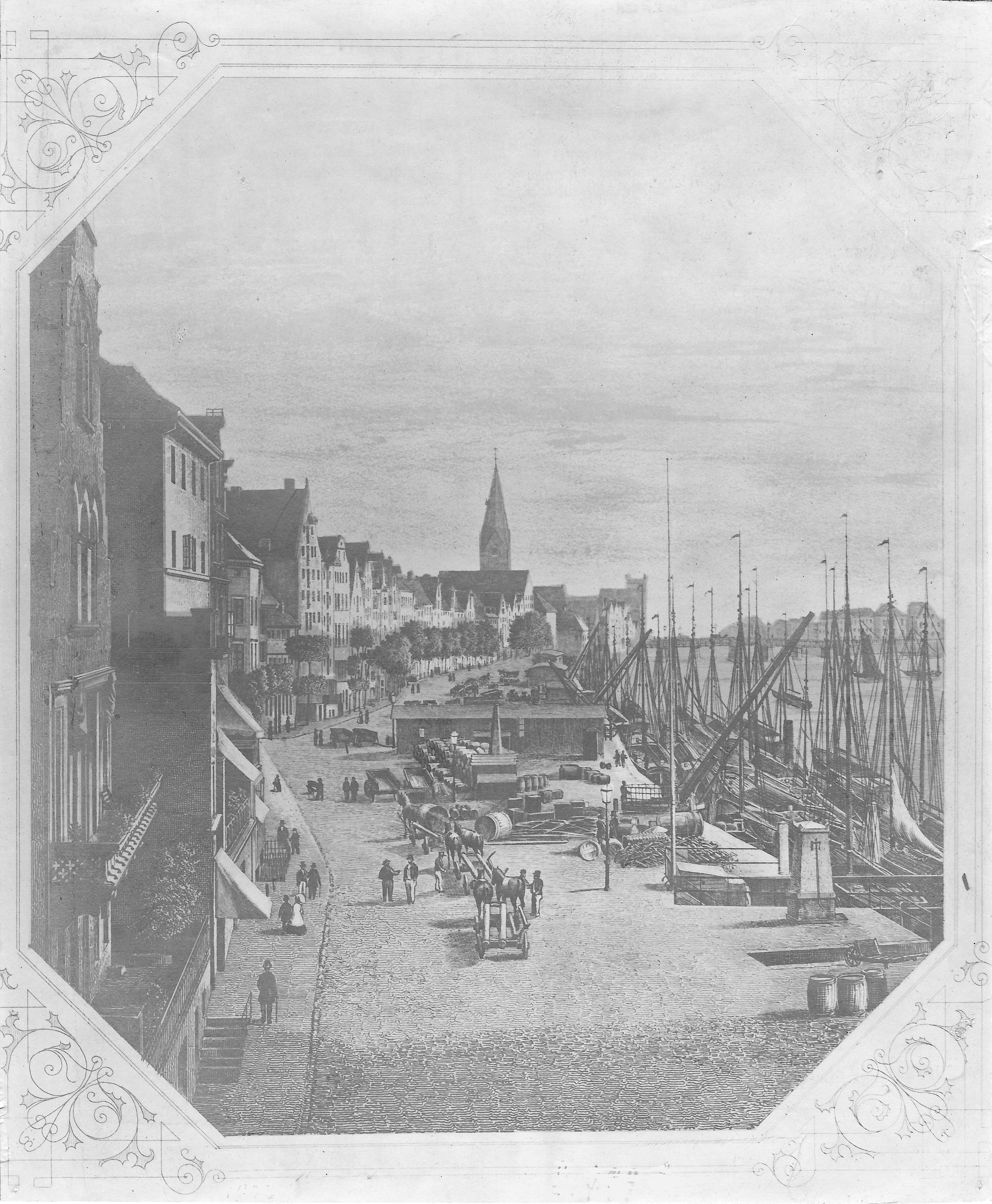
Fotografie der Schlachte aus dem Jahr 1862, sieben Jahre bevor das Hollemann-Haus abgerissen wurde

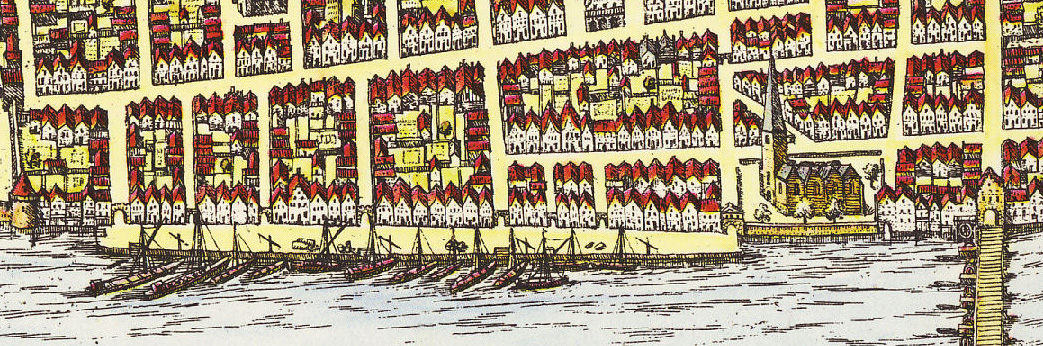
Die Schlachte um 1572–1618, Frans Hogenberg

Bremen, von der Pest getroffen und 1358 aus der Hanse ausgeschlossen, drohte zu verarmen. Unruhen führten dazu, dass Erzbischof Albert II. die Gelegenheit nutzte, seine Gefolgsmänner am 29. Mai 1366 in die Stadt eindringen zu lassen. Sie gelangten über die Schlachte in die Stadt.
Zum Haupträdelsführer der Eindringlinge wurde Hollemann. Das Rathaus wurde erstürmt, die Tresekammer aufgebrochen. Der Rat floh aus der Stadt, ein neuer Rat wurde aufgestellt. Hollemann hielt Ansprachen auf dem Marktplatz und kündigte ein Gericht des Erzbischofs an. Seine Männer sicherten das Ostertor und befestigten die Hollemannsburg.
Nun baten die geflohenen Ratsherren Graf Konrad II. von Oldenburg um Hilfe. Seine Kriegsknechte fielen am 27. Juni 1366, nach vierwöchiger Herrschaft Hollemanns, in Bremen ein. Hollemann musste sich in sein Haus zurückziehen, die erzbischöflichen Männer wurden überwältigt. Schließlich erstürmten die Oldenburger die Hollemannsburg, schlugen den Hausherrn in Stücke und hängten seinen Leichnam eine Zeitlang in ein Fenster an der Gasse. Seine Frau erlitt eine Fehlgeburt und verstarb. Auch seine Dienstknechte wurden erschlagen, fünf von ihnen zum Gerichtsplatz geschleift und dort enthauptet, andere wurden von Pferden zu Tode geschleift, wie das Bremer Nequamsbuch berichtet. Die vorherige Ordnung wurde in der Stadt wiederhergestellt.

### Familie, Hollemannshaus bis zum Abriss (1869)
Noch 1368 wurde Hollemanns Familie mit Schadensersatzforderungen aus dem Raum Emden konfrontiert. Insgesamt jedoch gab man der Familie keine Schuld an Johanns Tun. 1372 wurden Johanns Sohn Heinrich, seine Mutter Adelheid sowie sein Bruder Arnold anlässlich eines Grundstücksverkaufs als „Bürger“ der Hansestadt Bremen genannt. Die Hollemanns blieben auch weiterhin angesehene und vermögende Bewohner der Stadt mit vollen Rechten. Das Haus, im unteren Bereich aus großen Findlingen errichtet, wurde 1869 für einen Neubau abgerissen. Doch noch im 14. Jahrhundert war eine Stadtmauer vor den Häusern errichtet worden. Um 1415 war das Haus im Besitz derer von Weyhe, wurde von diesen an den Bürgermeister Marten van Heymborg im Jahr 1534 verkauft. In diesem Zuge wurde erst der Balken entfernt, an dem Johann Hollemann aufgehängt worden war.